# Zbrodnia w Sadkach

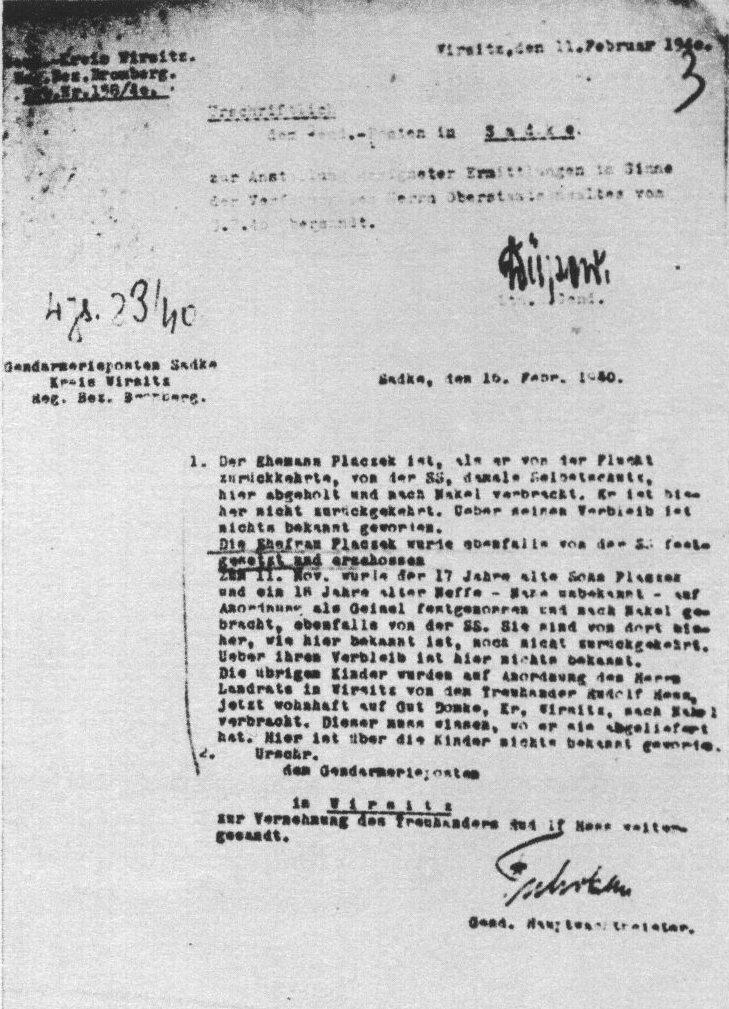
Raport komendanta żandarmerii w Sadkach z 1940, informujący o zamordowaniu przez Selbstschutz jesienią 1939 małżeństwa Heleny i Stanisława Płaczków

Zbrodnia w Sadkach – szereg egzekucji przeprowadzonych przez okupantów niemieckich w pobliżu wsi Sadki pod Nakłem. Na przełomie października i listopada 1939 z rąk członków paramilitarnego Selbstschutzu zginęło tam 86 mieszkańców powiatu wyrzyskiego.

## Przejęcie władzy przezSelbstschutz
Przygraniczny powiat wyrzyski został zajęty przez oddziały niemieckiego Wehrmachtu już w pierwszych dniach kampanii wrześniowej. Na terenie powiatu, podobnie zresztą jak w wielu innych miejscach na ziemiach okupowanego Pomorza, niemal natychmiast uaktywnili się członkowie Selbstschutzu – paramilitarnej formacji złożonej z przedstawicieli niemieckiej mniejszości narodowej, zamieszkującej przedwojenne terytorium Rzeczypospolitej. Powiatowym dowódcą Selbstschutzu (Kreisführerem) został mianowany 23-letni Werner Köpenick. Jego ludzie wspierani przez niemiecką żandarmerię niezwłocznie rozpoczęli masowe aresztowania Polaków. Zatrzymywani byli przede wszystkim przedstawiciele lokalnej elity społecznej i intelektualnej, lecz również osoby, do których członkowie Selbstschutzu żywili po prostu osobiste urazy bądź pretensje.
W okolicach Sadek, miejscowości leżącej mniej więcej w połowie drogi między Nakłem a Wyrzyskiem, również doszło do masowych aresztowań. Najciężej dotknięte zostały nimi wsie Anieliny i Łodzia, gdzie 34 mieszkańców zatrzymano 8 listopada 1939 pod zarzutem znieważenia Hitlera. Aresztowano również wielu mieszkańców Sadek, Bnin i Dębionka oraz innych miejscowości. Zatrzymanych Polaków umieszczano zazwyczaj w prowizorycznym areszcie Selbstschutzu urządzonym w budynku urzędu gminnego w Sadkach.

## Eksterminacja „polskiej warstwy przywódczej”

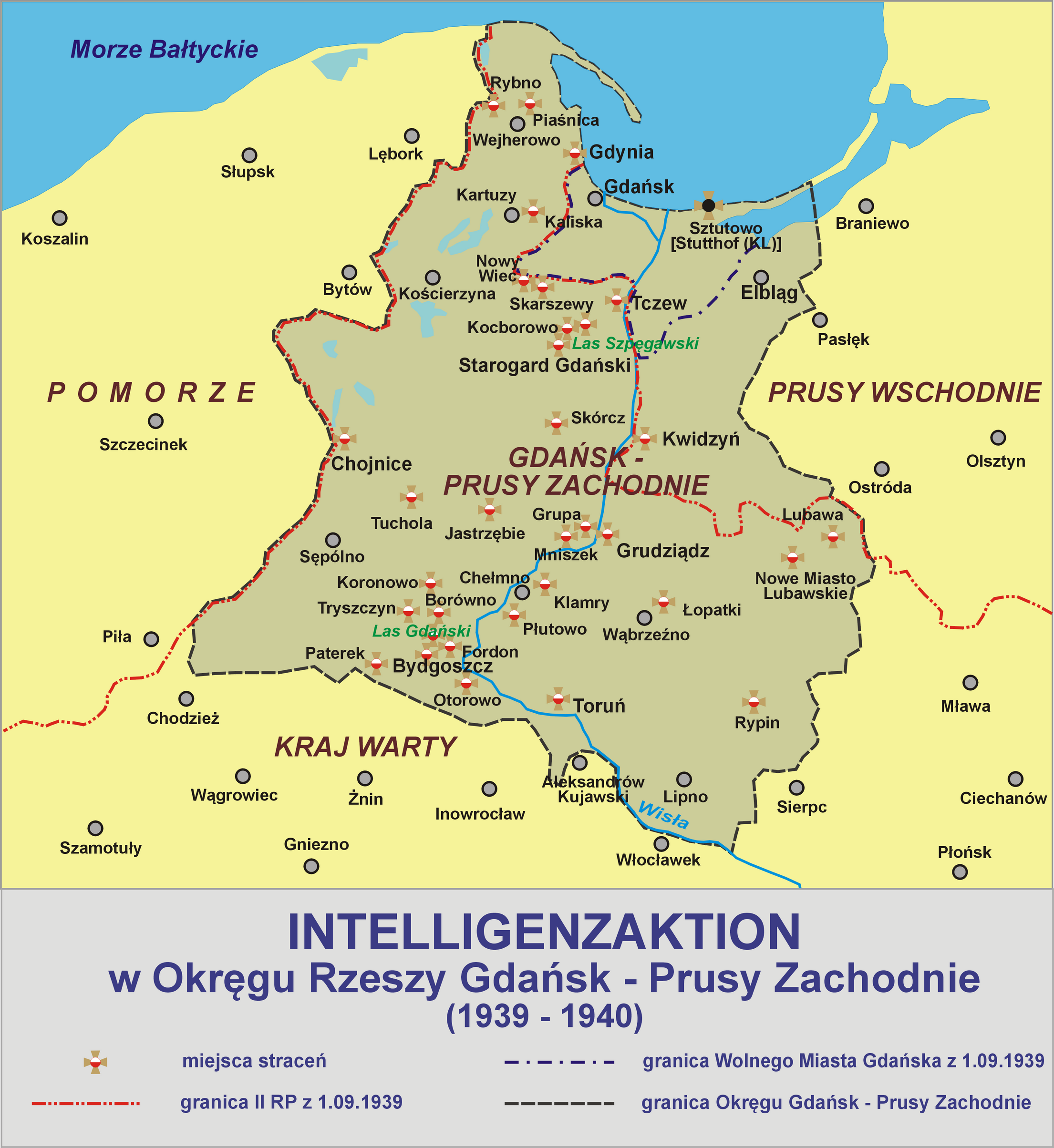

Między październikiem 1939 a wiosną 1940 na okupowanych terenach Pomorza miała miejsce zakrojona na szeroką skalę akcja eksterminacyjna, wymierzona w pierwszym rzędzie w przedstawicieli polskiej inteligencji, którą narodowi socjaliści obarczali winą za politykę polonizacyjną prowadzoną na Pomorzu Gdańskim w okresie międzywojennym oraz traktowali jako główną przeszkodę na drodze do szybkiego i całkowitego zniemczenia regionu. W ramach tzw. Intelligenzaktion Niemcy zamordowali wówczas blisko 30 000–40 000 mieszkańców Pomorza. Na terenie powiatu wyrzyskiego największe egzekucje miały miejsce w Paterku pod Nakłem oraz w okolicach Łobżenicy.
Również w okolicach Sadek miały miejsce zbiorowe egzekucje. Tamtejszych Polaków rozstrzeliwano w dwóch miejscach. Pierwszym z nich był bagnisty parów położony po prawej stronie szosy wiodącej z Sadek do Mrozowa, drugim – łączka w pobliżu rzeczki Rokitki na północny wschód od Sadek. Na przełomie października i listopada 1939 członkowie Selbstschutzu (być może wspomagani przez funkcjonariuszy niemieckiej policji) zamordowali tam 86 Polaków. Udało się ustalić nazwiska 79 ofiar, pochodzących z Sadek, Kraczek, Radzicza, Bnina, Anielin, Sadkowskiego Młyna i Dębionka. Wyniki powojennych ekshumacji wskazują, że skazańców przywożono na miejsce straceń ze skrępowanymi rękoma. Część ofiar była przed śmiercią bestialsko torturowana, o czym mogą świadczyć połamane żebra i pogruchotane czaszki, które po wojnie odnaleziono w grobach.

## Po wojnie
W 1945, wkrótce po wyzwoleniu Sadek spod niemieckiej okupacji, przystąpiono do ekshumacji ofiar nazistowskiego terroru. Prace ekshumacyjne prowadzono w obydwu wymienionych wyżej miejscach straceń. 35 zwłok, których nie udało się zidentyfikować, pochowano w zbiorowej mogile na cmentarzu parafialnym w Sadkach.